# Challenge Cup 2015-2016 (pallavolo maschile)
La Challenge Cup 2015-2016, 35ª edizione della Challenge Cup di pallavolo maschile, si è svolta dal 24 ottobre 2015 al 3 aprile 2016: al torneo hanno partecipato quarantanove squadre di club europee e la vittoria finale è andata per la prima volta al BluVolley Verona.

## Regolamento
Le squadre hanno disputato un primo turno (a cui hanno partecipato due squadre), un secondo turno, sedicesimi di finale (a cui si sono aggiunte sedici squadre provenienti dalla Coppa CEV), ottavi di finale, quarti di finale, semifinali e finale, tutte giocate con gare di andata e ritorno (nel caso in cui la partita di andata termini con il punteggio di 3-0 o 3-1 e quella di ritorno indifferentemente con il punteggio di 3-0 o 3-1 oppure entrambe le partite terminino con il punteggio di 3-2 viene disputato un golden set).

## Squadre partecipanti
| - Studenti Tirana - Amstetten - Raiffeisen Waldviertel - Menen - Topvolley Antwerpen - BATĖ-BDUFK - Budaŭnik Minsk - Mladost Brčko - Anorthōsīs - Karavas - HAOK Mladost - Mladost Kaštela - Gentofte | - Pärnu - Hurrikaani-Loimaa - Raision Loimu - Arago de Sète - ASUL Lyon - Ethnikos Alexandroupolīs - Ballymoney Blaze - Hapoël Kfar Saba - BluVolley Verona - Drenica - Tromsø - Nyborg - Dynamo Apeldoorn | - Lycurgus - Orion - Zwolle - Jastrzębski Węgiel - Benfica - Fonte do Bastardo - Karlovarsko - Zlín - Arcada Galați - Fakel - Novi Pazar - Spartak Ljig - Stella Rossa | - Prievidza - Spartak Myjava - Kamnik - Pomurje Deset - Amriswil - Näfels - Galatasaray - İstanbul BB - Lokomotyv Charkiv - Kaposvár |

## Torneo

### Primo turno

#### Andata
| 24 ottobre 2015 Pallati i Rinisë, Pristina Durata: 1h:50 - Spettatori: 1 500 | Ballymoney Blaze | 0 - 3 | Drenica | 13-25, 12-25, 16-25 |

#### Ritorno
| 25 ottobre 2015 Pallati i Rinisë, Pristina Durata: 1h:07 - Spettatori: 1 500 | Drenica | 3 - 0 | Ballymoney Blaze | 25-17, 25-20, 25-17 |

#### Squadra qualificata
- Drenica

### Secondo turno

#### Andata
| 12 novembre 2015 KSC Gazodobytčik, Novyj Urengoj Durata: 1h:46 - Spettatori: 443              | Fakel            | 3 - 1 | BATĖ-BDUFK               | 24-26, 26-24, 25-9, 25-19         |
| 21 novembre 2015 Gorna Malina, Gorna Malina Durata: 1h:10 - Spettatori: ?                     | Drenica          | 0 - 3 | Karavas                  | 14-25, 21-25, 19-25               |
| 11 novembre 2015 Sporthalle Tellenfeld, Amriswil Durata: 1h:39 - Spettatori: 490              | Amriswil         | 3 - 1 | Raiffeisen Waldviertel   | 25-17, 20-25, 25-18, 25-16        |
| 11 novembre 2015 Mestská športová hala, Myjava Durata: 2h:00 - Spettatori: 550                | Spartak Myjava   | 1 - 3 | Kamnik                   | 20-25, 23-25, 25-23, 22-25        |
| 11 novembre 2015 Sala Sporturilor Dunărea, Galați Durata: 1h:27 - Spettatori: 1 200           | Arcada Galați    | 3 - 1 | Novi Pazar               | 25-14, 22-25, 25-15, 25-14        |
| 11 novembre 2015 Haukelandshallen, Bergen Durata: 1h:16 - Spettatori: 450                     | Nyborg           | 0 - 3 | Raision Loimu            | 17-25, 21-25, 21-25               |
| 11 novembre 2015 Sportska Dvorana Kaštela, Castelvecchio Durata: 2h:12 - Spettatori: 320      | Mladost Kaštela  | 2 - 3 | Kaposvár                 | 27-25, 18-25, 26-24, 24-26, 14-16 |
| 11 novembre 2015 Topsporthal Achterhoek, Doetinchem Durata: 1h:44 - Spettatori: 700           | Orion            | 1 - 3 | Menen                    | 21-25, 25-22, 17-25, 23-25        |
| 11 novembre 2015 Sportska Dvorana Magnet, Brčko Durata: 1h:43 - Spettatori: 1 000             | Mladost Brčko    | 1 - 3 | İstanbul BB              | 17-25, 18-25, 31-29, 19-25        |
| 4 novembre 2015 Linth Arena, Näfels Durata: 1h:12 - Spettatori: 613                           | Näfels           | 0 - 3 | Benfica                  | 20-25, 21-25, 12-25               |
| 12 novembre 2015 Asllan Rusi, Tirana Durata: 1h:18 - Spettatori: 450                          | Studenti Tirana  | 0 - 3 | Spartak Ljig             | 14-25, 17-25, 23-25               |
| 12 novembre 2015 Osnovna Murska Sobota, Murska Sobota Durata: 1h:50 - Spettatori: 416         | Pomurje Deset    | 2 - 3 | Ethnikos Alexandroupolīs | 19-25, 25-27, 25-13, 25-15, 6-15  |
| 11 novembre 2015 Johann-Pölz-Halle, Amstetten Durata: 1h:47 - Spettatori: 250                 | Amstetten        | 3 - 1 | HAOK Mladost             | 25-16, 25-22, 20-25, 25-19        |
| 10 novembre 2015 Anorthosis Famagusta Sports Center, Limassol Durata: 1h:15 - Spettatori: 600 | Anorthōsīs       | 0 - 3 | Hapoël Kfar Saba         | 16-25, 23-25, 18-25               |
| 11 novembre 2015 Tromsøhallen, Tromsø Durata: 1h:15 - Spettatori: 783                         | Tromsø           | 0 - 3 | Gentofte                 | 17-25, 23-25, 18-25               |
| 11 novembre 2015 PalaOlimpia, Verona Durata: 1h:16 - Spettatori: 2 035                        | BluVolley Verona | 3 - 0 | Fonte do Bastardo        | 25-21, 25-20, 25-13               |

#### Ritorno
| 19 novembre 2015 Čižovka-Arena, Minsk Durata: 1h:20 - Spettatori: 600                             | BATĖ-BDUFK               | 0 - 3 | Fakel            | 23-25, 20-25, 18-25               |
| 22 novembre 2015 Gorna Malina, Gorna Malina Durata: 1h:13 - Spettatori: ?                         | Karavas                  | 3 - 0 | Drenica          | 25-17, 25-19, 25-20               |
| 17 novembre 2015 Sporthalle, Zwettl-Niederösterreich Durata: 2h:07 - Spettatori: 489              | Raiffeisen Waldviertel   | 2 - 3 | Amriswil         | 23-25, 25-20, 15-25, 25-22, 9-15  |
| 18 novembre 2015 Športna dvorana, Kamnik Durata: 1h:20 - Spettatori: ?                            | Kamnik                   | 3 - 0 | Spartak Myjava   | 25-22, 25-20, 25-23               |
| 18 novembre 2015 Sportska Dvorana Pendik, Novi Pazar Durata: 1h:49 - Spettatori: 1 400            | Novi Pazar               | 2 - 3 | Arcada Galați    | 25-22, 21-25, 18-25, 25-21, 9-15  |
| 18 novembre 2015 Kerttulan Liikuntahalli, Raisio Durata: 1h:48 - Spettatori: 475                  | Raision Loimu            | 3 - 1 | Nyborg           | 21-25, 25-22, 30-28, 25-22        |
| 19 novembre 2015 Sports Hall, Kaposvár Durata: 1h:54 - Spettatori: 400                            | Kaposvár                 | 3 - 1 | Mladost Kaštela  | 25-27, 25-22, 25-19, 25-23        |
| 18 novembre 2015 Cultuurcentrum De Steiger Menen, Menen Durata: 1h:42 - Spettatori: 250           | Menen                    | 3 - 1 | Orion            | 25-18, 25-15, 23-25, 25-19        |
| 18 novembre 2015 Haldun Alagaş Spor Salonu, Istanbul Durata: 1h:20 - Spettatori: 738              | İstanbul BB              | 3 - 0 | Mladost Brčko    | 25-17, 25-16, 25-14               |
| 18 novembre 2015 Sports Hall Benfica, Lisbona Durata: 1h:41 - Spettatori: 750                     | Benfica                  | 3 - 1 | Näfels           | 25-19, 25-15, 16-25, 25-20        |
| 18 novembre 2015 Lajkovac Hala Sportova, Lajkovac Durata: 1h:19 - Spettatori: 500                 | Spartak Ljig             | 3 - 0 | Studenti Tirana  | 25-23, 25-21, 25-16               |
| 18 novembre 2015 DAK Alexandroupolis, Alessandropoli Durata: 2h:01 - Spettatori: 500              | Ethnikos Alexandroupolīs | 3 - 1 | Pomurje Deset    | 19-25, 25-21, 27-25, 25-21        |
| 19 novembre 2015 Dom odbojke Bojan Stranić, Zagabria Durata: 2h:01 - Spettatori: 300              | HAOK Mladost             | 3 - 2 | Amstetten        | 25-20, 22-25, 21-25, 25-20, 15-11 |
| 18 novembre 2015 Green Hall, Kfar Saba Durata: 1h:15 - Spettatori: 600                            | Hapoël Kfar Saba         | 3 - 0 | Anorthōsīs       | 25-18, 25-23, 25-13               |
| 17 novembre 2015 Kildeskovshallen, Gentofte Durata: 1h:37 - Spettatori: 250                       | Gentofte                 | 3 - 1 | Tromsø           | 25-21, 25-12, 23-25, 25-18        |
| 18 novembre 2015 C. D. Vitorino Nemésio, Vila da Praia da Vitória Durata: 1h:51 - Spettatori: 610 | Fonte do Bastardo        | 1 - 3 | BluVolley Verona | 15-25, 11-25, 27-25, 21-25        |

#### Squadre qualificate
| - Ethnikos Alexandroupolīs - Amriswil - Amstetten - İstanbul BB - Menen - Fakel - Arcada Galați - Gentofte | - Kamnik - Kaposvár - Karavas - Hapoël Kfar Saba - Benfica - Spartak Ljig - Raision Loimu - BluVolley Verona |

### Sedicesimi di finale

#### Andata
| 2 dicembre 2015 KSC Gazodobytčik, Novyj Urengoj Durata: 1h:33 - Spettatori: 410     | Fakel                    | 3 - 1 | Lycurgus            | 25-15, 25-20, 23-25, 25-20        |
| 3 dicembre 2015 Sportovní Hala, Zlín Durata: 2h:00 - Spettatori: 300                | Zlín                     | 3 - 2 | Karavas             | 23-25, 20-25, 25-22, 25-20, 15-12 |
| 15 dicembre 2015 Sporthalle Tellenfeld, Amriswil Durata: 1h:40 - Spettatori: 450    | Lokomotyv Charkiv        | 3 - 1 | Amriswil            | 18-25, 26-24, 25-11, 25-23        |
| 2 dicembre 2015 Športna dvorana, Kamnik Durata: 1h:16 - Spettatori: 250             | Kamnik                   | 3 - 0 | Dynamo Apeldoorn    | 25-22, 25-18, 26-24               |
| 2 dicembre 2015 Sala Sporturilor Dunărea, Galați Durata: 1h:51 - Spettatori: 1 400  | Arcada Galați            | 3 - 1 | Karlovarsko         | 21-25, 25-19, 25-20, 28-26        |
| 2 dicembre 2015 Palais des Sports de Gerland, Lione Durata: 1h:13 - Spettatori: 555 | ASUL Lyon                | 3 - 0 | Raision Loimu       | 25-20, 25-19, 25-16               |
| 2 dicembre 2015 Sports Hall, Kaposvár Durata: 1h:44 - Spettatori: 400               | Kaposvár                 | 3 - 1 | Pärnu               | 24-26, 25-23, 25-23, 25-21        |
| 2 dicembre 2015 Cultuurcentrum De Steiger, Menen Durata: 1h:46 - Spettatori: 250    | Menen                    | 3 - 1 | Hurrikaani-Loimaa   | 23-25, 25-18, 25-21, 25-22        |
| 2 dicembre 2015 Haldun Alagaş Spor Salonu, Istanbul Durata: 1h:38 - Spettatori: 250 | İstanbul BB              | 3 - 1 | Budaŭnik Minsk      | 25-14, 25-23, 21-25, 25-17        |
| 1º dicembre 2015 Sports Hall Benfica, Lisbona Durata: 1h:55 - Spettatori: 300       | Benfica                  | 3 - 1 | Topvolley Antwerpen | 25-20, 27-25, 22-25, 25-17        |
| - Durata: 0 - Spettatori: 0                                                         | Spartak Ljig             | 3 - 0 | Jastrzębski Węgiel  | 25-0, 25-0, 25-0                  |
| 2 dicembre 2015 DAK Alexandroupolis, Alessandropoli Durata: 1h:42 - Spettatori: 620 | Ethnikos Alexandroupolīs | 3 - 1 | Prievidza           | 25-15, 23-25, 31-29, 25-16        |
| 1º dicembre 2015 Johann-Pölz-Halle, Amstetten Durata: 1h:10 - Spettatori: 100       | Amstetten                | 0 - 3 | Arago de Sète       | 13-25, 18-25, 22-25               |
| 3 dicembre 2015 Green Hall, Kfar Saba Durata: 2h:03 - Spettatori: 800               | Hapoël Kfar Saba         | 1 - 3 | Stella Rossa        | 22-25, 23-25, 25-19, 24-26        |
| 2 dicembre 2015 Kildeskovshallen, Gentofte Durata: 1h:18 - Spettatori: 650          | Gentofte                 | 0 - 3 | Galatasaray         | 21-25, 20-25, 22-25               |
| 2 dicembre 2015 Landstede Sportcentrum, Zwolle Durata: 1h:11 - Spettatori: 1 025    | Zwolle                   | 0 - 3 | BluVolley Verona    | 21-25, 10-25, 18-25               |

#### Ritorno
| 16 dicembre 2015 Alfa-college Sportcentrum, Groninga Durata: 1h:20 - Spettatori: 800        | Lycurgus            | 0 - 3 | Fakel                    | 19-25, 23-25, 23-25                          |
| 17 dicembre 2015 Spyros Kyprianou Athletic Center, Limassol Durata: 1h:49 - Spettatori: 500 | Karavas             | 1 - 3 | Zlín                     | 22-25, 21-25, 27-25, 12-25                   |
| 16 dicembre 2015 Sporthalle Tellenfeld, Amriswil Durata: 1h:02 - Spettatori: 400            | Amriswil            | 0 - 3 | Lokomotyv Charkiv        | 12-25, 14-25, 15-25                          |
| 16 dicembre 2015 Omnisport Apeldoorn, Apeldoorn Durata: 1h:58 - Spettatori: 525             | Dynamo Apeldoorn    | 3 - 1 | Kamnik                   | 21-25, 25-21, 25-18, 25-23 Golden set: 9-15  |
| 16 dicembre 2015 Sports Hall, Karlovy Vary Durata: 1h:55 - Spettatori: 700                  | Karlovarsko         | 3 - 2 | Arcada Galați            | 25-13, 21-25, 23-25, 25-14, 15-12            |
| 16 dicembre 2015 Kerttulan Liikuntahalli, Raisio Durata: 1h:41 - Spettatori: 525            | Raision Loimu       | 1 - 3 | ASUL Lyon                | 19-25, 23-25, 25-17, 20-25                   |
| 17 dicembre 2015 Sports Hall, Pärnu Durata: 1h:19 - Spettatori: 510                         | Pärnu               | 3 - 0 | Kaposvár                 | 25-18, 25-17, 25-16 Golden set: 15-7         |
| 16 dicembre 2015 Loimaan liikuntahalli, Loimaa Durata: 2h:07 - Spettatori: 793              | Hurrikaani-Loimaa   | 3 - 2 | Menen                    | 22-25, 16-25, 25-22, 25-22, 15-13            |
| 16 dicembre 2015 Sport & Entertainment Center, Maladzečna Durata: 2h:02 - Spettatori: 1 850 | Budaŭnik Minsk      | 3 - 1 | İstanbul BB              | 23-25, 25-16, 25-23, 25-21 Golden set: 10-15 |
| 16 dicembre 2015 Sporthal Arena, Duerne Durata: 2h:33 - Spettatori: 1 000                   | Topvolley Antwerpen | 3 - 2 | Benfica                  | 25-17, 20-25, 25-17, 23-25, 17-15            |
| - Durata: 0 - Spettatori: 0                                                                 | Jastrzębski Węgiel  | 0 - 3 | Spartak Ljig             | 0-25, 0-25, 0-25                             |
| 16 dicembre 2015 Prievidza, Prievidza Durata: 1h:52 - Spettatori: 300                       | Prievidza           | 3 - 1 | Ethnikos Alexandroupolīs | 25-23, 25-19, 20-25, 25-23 Golden set: 11-15 |
| 15 dicembre 2015 Halle des Sports Louis Marty, Sète Durata: 1h:32 - Spettatori: 522         | Arago de Sète       | 3 - 1 | Amstetten                | 25-16, 25-8, 24-26, 25-18                    |
| 15 dicembre 2015 Ustanova Sportski Voždovac, Belgrado Durata: 1h:59 - Spettatori: 350       | Stella Rossa        | 3 - 2 | Hapoël Kfar Saba         | 18-25, 23-25, 25-10, 25-11, 17-15            |
| 16 dicembre 2015 Burhan Felek Spor Salonu, Istanbul Durata: 1h:10 - Spettatori: 150         | Galatasaray         | 3 - 0 | Gentofte                 | 25-12, 25-23, 25-23                          |
| 16 dicembre 2015 PalaOlimpia, Verona Durata: 1h:17 - Spettatori: 1 476                      | BluVolley Verona    | 3 - 0 | Zwolle                   | 25-22, 25-21, 25-20                          |

#### Squadre qualificate
| - Ethnikos Alexandroupolīs - Stella Rossa - Arcada Galați - İstanbul BB - Galatasaray - Kamnik - Lokomotyv Charkiv - ASUL Lyon | - Benfica - Spartak Ljig - Menen - Fakel - Pärnu - Arago de Sète - BluVolley Verona - Zlín |

### Ottavi di finale

#### Andata
| 21 gennaio 2016 Sportovní Hala, Zlín Durata: 1h:16 - Spettatori: 500                | Zlín              | 0 - 3 | Fakel                    | 17-25, 22-25, 22-25              |
| 19 gennaio 2016 Sport Palace Lokomotiv, Charkiv Durata: 1h:39 - Spettatori: 2 700   | Lokomotyv Charkiv | 3 - 1 | Kamnik                   | 25-19, 25-18, 22-25, 25-17       |
| 20 gennaio 2016 Sala Sporturilor Dunărea, Galați Durata: 1h:13 - Spettatori: 1 500  | Arcada Galați     | 3 - 0 | ASUL Lyon                | 25-19, 25-16, 25-20              |
| 21 gennaio 2016 Sports Hall, Pärnu Durata: 1h:41 - Spettatori: 579                  | Pärnu             | 3 - 1 | Menen                    | 25-20, 17-25, 25-20, 25-17       |
| 20 gennaio 2016 Haldun Alagaş Spor Salonu, Istanbul Durata: 1h:53 - Spettatori: 459 | İstanbul BB       | 3 - 1 | Benfica                  | 25-18, 23-25, 25-21, 25-22       |
| 19 gennaio 2016 Lajkovac Hala Sportova, Lajkovac Durata: 1h:56 - Spettatori: 450    | Spartak Ljig      | 2 - 3 | Ethnikos Alexandroupolīs | 25-18, 25-23, 22-25, 20-25, 9-15 |
| 19 gennaio 2016 Halle des Sports Louis Marty, Sète Durata: 1h:19 - Spettatori: 627  | Arago de Sète     | 3 - 0 | Stella Rossa             | 25-18, 25-18, 25-19              |
| 20 gennaio 2016 PalaOlimpia, Verona Durata: 1h:48 - Spettatori: 1 560               | BluVolley Verona  | 3 - 1 | Galatasaray              | 25-22, 25-22, 23-25, 25-20       |

#### Ritorno
| 27 gennaio 2016 KSC Gazodobytčik, Novyj Urengoj Durata: 1h:33 - Spettatori: 390      | Fakel                    | 3 - 1 | Zlín              | 25-20, 25-8, 21-25, 25-22             |
| 27 gennaio 2016 Športna dvorana, Kamnik Durata: 1h:34 - Spettatori: 250              | Kamnik                   | 3 - 0 | Lokomotyv Charkiv | 25-17, 25-22, 25-17 Golden set: 15-17 |
| 27 gennaio 2016 Palais des Sports de Gerland, Lione Durata: 1h:51 - Spettatori: 480  | ASUL Lyon                | 3 - 0 | Arcada Galați     | 25-15, 47-45, 25-22 Golden set: 15-10 |
| 27 gennaio 2016 Cultuurcentrum De Steiger, Menen Durata: 1h:34 - Spettatori: 250     | Menen                    | 3 - 0 | Pärnu             | 25-23, 25-17, 25-22 Golden set: 15-10 |
| 27 gennaio 2016 Sports Hall Benfica, Lisbona Durata: 1h:41 - Spettatori: 800         | Benfica                  | 3 - 0 | İstanbul BB       | 25-18, 25-21, 25-19 Golden set: 15-13 |
| 27 gennaio 2016 DAK Alexandroupolis, Alessandropoli Durata: 1h:30 - Spettatori: 1000 | Ethnikos Alexandroupolīs | 3 - 0 | Spartak Ljig      | 25-23, 25-19, 26-24                   |
| 26 gennaio 2016 Ustanova Sportski Voždovac, Belgrado Durata: 1h:44 - Spettatori: 250 | Stella Rossa             | 3 - 0 | Arago de Sète     | 26-24, 25-23, 25-23 Golden set: 9-15  |
| 28 gennaio 2016 Burhan Felek Spor Salonu, Istanbul Durata: 1h:42 - Spettatori: 200   | Galatasaray              | 1 - 3 | BluVolley Verona  | 25-23, 22-25, 19-25, 25-22            |

#### Squadre qualificate
- Ethnikos Alexandroupolīs
- Lokomotyv Charkiv
- ASUL Lyon
- Benfica
- Menen
- Fakel
- Arago de Sète
- BluVolley Verona

### Quarti di finale

#### Andata
| 17 febbraio 2016 Chizhovka-Arena, Minsk Durata: 1h:12 - Spettatori: 700                | Lokomotyv Charkiv | 0 - 3 | Fakel                    | 16-25, 14-25, 20-25               |
| 16 febbraio 2016 Palais des Sports de Gerland, Lione Durata: 1h:30 - Spettatori: 1 150 | ASUL Lyon         | 0 - 3 | Menen                    | 24-26, 20-25, 26-28               |
| 17 febbraio 2016 Sports Hall Benfica, Lisbona Durata: 1h:41 - Spettatori: 660          | Benfica           | 3 - 1 | Ethnikos Alexandroupolīs | 18-25, 25-19, 25-18, 25-19        |
| 17 febbraio 2016 PalaOlimpia, Verona Durata: 2h:08 - Spettatori: 1 500                 | BluVolley Verona  | 3 - 2 | Arago de Sète            | 25-23, 21-25, 25-20, 23-25, 21-19 |

#### Ritorno
| 18 febbraio 2016 Chizhovka-Arena, Minsk Durata: 1h:15 - Spettatori: 550            | Fakel                    | 3 - 0 | Lokomotyv Charkiv | 25-16, 25-17, 31-29               |
| 2 marzo 2016 Cultuurcentrum De Steiger, Menen Durata: 1h:15 - Spettatori: 700      | Menen                    | 3 - 0 | ASUL Lyon         | 25-17, 25-21, 25-17               |
| 2 marzo 2016 DAK Alexandroupolis, Alessandropoli Durata: 2h:26 - Spettatori: 1 000 | Ethnikos Alexandroupolīs | 2 - 3 | Benfica           | 25-23, 20-25, 19-25, 28-26, 11-15 |
| 2 marzo 2016 Halle des Sports Louis Marty, Sète Durata: 2h:11 - Spettatori: 1 300  | Arago de Sète            | 2 - 3 | BluVolley Verona  | 25-21, 20-25, 23-25, 25-23, 13-15 |

#### Squadre qualificate
- Benfica
- Menen
- Fakel
- BluVolley Verona

### Semifinali

#### Andata
| 16 marzo 2016 KSC Gazodobytčik, Novyj Urengoj Durata: 1h:08 - Spettatori: 500 | Fakel            | 3 - 0 | Menen   | 25-19, 25-14, 25-18               |
| 16 marzo 2016 PalaOlimpia, Verona Durata: 2h:00 - Spettatori: 2 714           | BluVolley Verona | 2 - 3 | Benfica | 25-18, 24-26, 16-25, 25-21, 12-15 |

#### Ritorno
| 20 marzo 2016 Cultuurcentrum De Steiger, Menen Durata: 2h:04 - Spettatori: 550 | Menen   | 2 - 3 | Fakel            | 20-25, 23-25, 25-23, 25-21, 5-15 |
| 20 marzo 2016 Sports Hall Benfica, Lisbona Durata: 1h:40 - Spettatori: 1 450   | Benfica | 1 - 3 | BluVolley Verona | 15-25, 25-19, 17-25, 14-25       |

#### Squadre qualificate
- Fakel
- BluVolley Verona

### Finale

#### Andata
| 30 marzo 2016 PalaOlimpia, Verona Durata: 2h:12 - Spettatori: 4 054 | BluVolley Verona | 3 - 2 | Fakel | 25-18, 27-25, 18-25, 23-25, 15-13 |

#### Ritorno
| 3 aprile 2016 KSC Gazodobytčik, Novyj Urengoj Durata: 1h:50 - Spettatori: 710 | Fakel | 2 - 3 | BluVolley Verona | 20-25, 25-18, 20-25, 25-21, 6-15 |

#### Squadra campione
- BluVolley Verona